# Joan Adriaan Hugo van Zuylen van Nijevelt

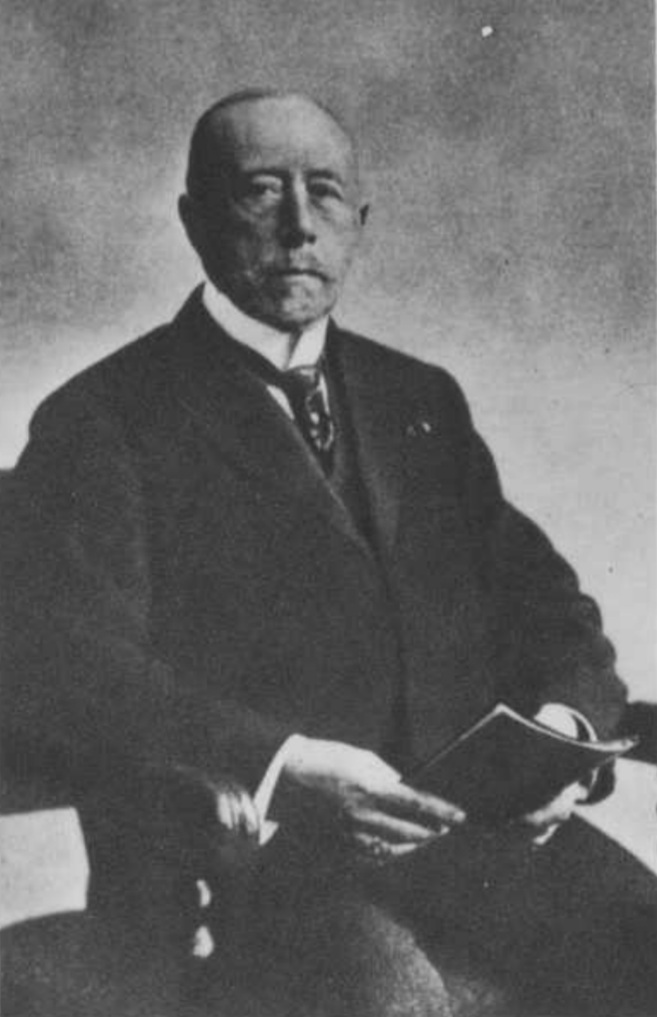
J.A.H. Baron van Zuylen van Nijevelt

Joan Adriaan Hugo Baron van Zuylen van Nijevelt (* 5. Februar 1854 in Den Haag; † 16. Juni 1940 in Doorn) war ein niederländischer Kammerherr und Dirigent aus dem Geschlecht Van Zuylen van Nijevelt.

## Hintergrund
Er wurde in der Familie des Kammerherren des Königs Hugo Ferdinand Baron van Zuylen van Nijevelt und Wilhelmina Louisa Frederika Gräfin van Limburg Stirum geboren. Sein Großvater war der Politiker Jan Adriaan van Zuylen van Nijevelt. Er war verheiratet mit Jonkvrouw Ada Wilhelmina van Loon. Er war Ritter des Orden vom Niederländischen Löwen, Kommandant des Hausorden von Oranien und Träger des Verdienstordens von Waldeck und Pyrmont. Er war Mitglied der Carnegie Stichting, einer Stiftung in Den Haag. Zu Ehren seines siebzigsten Geburtstags wurde 1924 eine von Gerrit Vrint (1870–1954) entworfene Plakette am Gebouw voor kunsten en wetenschappen (Gebäude der Künste und Wissenschaften) in Den Haag angebracht. Wegen seines schlechten Gesundheitszustands zog sich das Ehepaar im Jahr 1927 auf das Landgut „Hydepark“ zurück, wo sie bis zu ihrem Tode verblieben (seine Frau verstarb im Jahr 1939). Sein Archiv befindet sich im Besitz des Nationaal Archief.

## Lebenswerk
Er war ab 1883 Kammerherr in außerordentlichem Dienst von König Wilhelm III. und später von Königin Wilhelmina. Im Jahr 1876 promovierte er im Recht an der Hochschule von Leiden. Anschließend war er ab 1886 31 Jahre lang Gemeinderatsmitglied von Den Haag. Er war zudem Kommissar der Billiton Maatschappij sowie der Minengesellschaft Stannum in Den Haag.
Seine Musikausbildung begann im Alter von sechs Jahren. Er wurde unterrichtet von Izaak Stortenbeker (Hofpianist), Jan George Mulder (Violine und Bratsche) und Wilhelm Heinrich Christoph Schmölling (Musiktheorie). Sein Debüt als Dirigent fand im Jahr 1888 im Kurhaus von Scheveningen statt. Man betrachtete ihn als Kenner der Werke von Johannes Brahms, dessen Werke er regelmäßig aufführen ließ. Er leitete selbst eine Zeit lang die sogenannten „Volkskonzerte“ in Den Haag. Diese wurden später von Henri Viotta übernommen.
Van Zuylen wurde dann verantwortlich für die Winterkonzerte, die er bis 1927 leitete. Im Jahr 1904 gründete er zusammen mit Viotta das Residentie Orkest und war von 1904 bis 1926 Vorsitzender des Orchesters. Als Dirigent leitete er dreimal das Concertgebouw-Orchester in Amsterdam. Er war auch einige Jahre Sekretär der Aufsichtskommission des Koninklijk Conservatorium Den Haag.
Von ihm erschienen Muzikale studiën und der Artikel Muzikaal Den Haag voor 50 jaar und De violoncel im Musikblatt Euphonia (1918).